# الطريق الجهوية رقم 83 (تونس)
الطريق الجهوية رقم 83 أو ط ج 83 طريق ثانوية تونسية تصل بين الطريق الوطنية رقم 3 والطريق الوطنية رقم 14 على مستوى مدينة المكناسي.